# Orlando Ortega
Orlando Ortega, född den 29 juli 1991 i Artemisa, är en spansk friidrottare.
Han tog OS-silver på 110 meter häck i samband med de olympiska friidrottstävlingarna 2016 i Rio de Janeiro.
Vid Världsmästerskapen i friidrott 2019 slutade Ortega på femteplats i finalen på 110 meter häck, efter att Omar McLeod ramlat in på Ortegas bana. Han lämnade in en protest och tilldelades senare en bronsmedalj.